# The Frustrators
The Frustrators är ett band där bland andra Green Days basist Mike Dirnt är medlem.
Bandet har ett kontrakt med Adeline Records där Green Days sångare och gitarrist Billie Joe Armstrong och hans fru Adrienne Nesser är delägare.

## Diskografi
Album
- Bored in the USA (2000)
- Achtung Jackass (2002)

EP
- Griller (2011)